# Admiralität (Vereinigtes Königreich)
Die Admiralität (englisch Admiralty) war bis 1964 die oberste britische Verwaltungsbehörde der Royal Navy.

## Aufgaben und Struktur
Ursprünglich wurde die Verantwortung für die Führung der Royal Navy einer einzelnen Person, dem Lord High Admiral, übertragen. Seit dem 18. Jahrhundert wurde diese Aufgabe aber meist durch einen Ausschuss erfüllt, dem Board of Admiralty. Die Mitglieder dieses Ausschusses wurden als Lords Commissioner of the Admiralty bezeichnet. Ihr offizieller Titel lautete Commissioners for Exercising the Office of Lord High Admiral of England, später Great Britain bzw. the United Kingdom of Great Britain and (Northern) Ireland. Der Ausschuss setzte sich aus Admiralen der Royal Navy sowie aus Zivilisten zusammen. Die Admirale im Board of Admiralty wurden als „Seelords“ bezeichnet. Es gab davon zuletzt fünf, wobei dem Ersten Seelord die operative Leitung der Royal Navy unterstand. Die Zivilisten im Board of Admiralty waren meist namhafte Politiker und Beamte. Den Vorsitz über das gesamte Board of Admiralty führte ab 1688 der First Lord of the Admiralty („Erster Lord der Admiralität“), der üblicherweise dem Kabinett angehörte und nach 1806 stets ein Zivilist war.
Die Admiralität bestand bis in die zweite Hälfte des 20. Jahrhunderts. 1964 wurden alle bisherigen Funktionen der Admiralität dem in diesem Jahr neu geschaffenen Verteidigungsministerium (Ministry of Defence) als Navy Department übertragen. Innerhalb des Verteidigungsministeriums erhielt das Admiralty Board, das zweimal im Jahr tagt, die Aufsicht über die Royal Navy. In der laufenden Verwaltung wird die Royal Navy durch das Navy Board geführt. Gleichzeitig werden Gebäude, in denen die an der Führung der Royal Navy beteiligten Behörden untergebracht waren, umgangssprachlich ebenfalls als Admiralität bezeichnet.

## Geschichte
Die Geschichte der Admiralität geht bis in die Regierungszeit von Johann Ohneland zurück in der er mit dem Amt des Keeper and Governor of the king's ships die erste tatsächliche Marineverwaltung Englands schuf. 1412 wurden die zuvor von drei verschiedenen Admirälen verwalteten Regionen Nordsee, Ärmelkanal und Irische See abgeschafft und ihre Funktionen und Zuständigkeiten unter dem Admiralty Office zusammengefasst.
1546 schuf König Heinrich VIII das Council of the Marine, das später in Navy Board umbenannt wurde, um die Verwaltung der Marine zu überwachen. Die operative Kontrolle über die Marine blieb in der Verantwortung des Lord High Admiral. 1628 vergab Karl I. das Amt des Lord High Admiral erstmals in Kommission, d. h. die Amtsgeschäfte wurden von einem Ausschuss (dem Board of Admiralty) übernommen. Bis 1709 wurde das Amt wechselweise in Kommission als auch persönlich durch den Lord High Admiral geführt, danach bis in die zweite Hälfte des 20. Jahrhunderts fast ständig in Kommission.
1831 wurde das Navy Board auf Initiative des ersten Lord der Admiralität James Graham als eigenständige Behörde abgeschafft und seine Aufgaben und Pflichten durch das Board of Admiralty übernommen.
1964 wurde die Admiralität zusammen mit dem Kriegsministerium  und dem Luftfahrtministerium im Verteidigungsministerium zusammengefasst.

## Organisation der Admiralität
Gegen Ende des 19. und zu Beginn des 20. Jahrhunderts bestand die Admiralität aus folgenden Abteilungen:

### Erster Lord der Admiralität
Der First Lord of the Admiralty führte den Vorsitz über das gesamte Board of Admiralty. Meist handelte es sich dabei um einen Politiker der Regierungspartei, der üblicherweise dem Kabinett angehörte und der nach 1806 stets ein Zivilist war. Er hatte die politische Verantwortung für die Royal Navy zu tragen. Der First Lord of the Admiralty erfüllte als Mitglied des Kabinetts und Oberbefehlshaber der Marine eine Scharnierfunktion zwischen der zivilen Staatsführung und der militärischen Institution der Marine. Er repräsentierte als verantwortlicher Minister die Belange der Royal Navy vor dem Parlament und war insbesondere für die Aufstellung ihres Haushaltes zuständig.
Direkt dem Ersten Lord der Admiralität unterstellt war das Account-General's Department (Naval Finance), das als Amt für Marinefinanzen für die Haushaltsplanung und Kassenführung der Royal Navy verantwortlich war.

### Erster Seelord
Der First Sea Lord and Chief of Naval Staff war ein Admiral und für die militärische Führung der Royal Navy zuständig. Er war gleichzeitig Chef des Admiralstabes. Ihm unterstand der für Nachrichtenwesen, Operationsplanung und Navigation verantwortliche Vice Chief of Naval Staff direkt.

### Zweiter Seelord
Der Second Sea Lord and Chief of Naval Personnel war ein Admiral und für die Personalfragen der Royal Navy zuständig.

### Dritter Seelord
Die Beschaffungs- und Rüstungsabteilungen wurden im Department of the Controller zusammengefasst, das von einem Admiral mit dem Titel eines Third Sea Lord and Controller of the Navy geleitet wurde. Zwischen 1872 und 1892 war der Controller of the Navy kein Mitglied der Admiralität und folglich auch kein Sea Lord. Bis 1905 trug er zeitweilig den Titel des Third Naval Lord.
Das Royal Corps of Naval Constructors unterstand dem Director of Naval Construction. Seine Mitglieder waren sowohl für den Entwurf der Kriegsschiffe als auch die Beaufsichtigung der Arbeiten der Werften zuständig. Dabei überschnitten sich die Aufgaben des Directors of Naval Construction mit denen des Directors of Dockyards teilweise. Während die Arbeiten durch den Director of Naval Construction beauftragt wurden, erfolgte ihre Kontrolle und Abnahme durch den Director of Dockyards.
Der Engineer-in-Chief bestand als eigenständige Abteilung von 1847 bis 1889. Seine Aufgabe war die Überwachung von Konstruktion und Bau der Schiffsmaschinenanlagen. Zu Beginn des 20. Jahrhunderts wurde der Engineer-in-Chief als Civil Engineer-in-Chief eigenständiges Mitglied des Boards.
Der Director of Naval Ordnance war für die Bewaffnung der Kriegsschiffe zuständig. Bis 1855 lag die Verantwortung für alle Waffen, also auch die Bewaffnung der Marine, beim Master-General of the Ordnance, der ein Bestandteil des War Office war. Die Marine war in diesem Ausschuss durch einen Offizier vertreten.
Der Director of Dockyards war sowohl für die Verwaltung der Marinewerften als auch für die Organisation des Schiffbaus auf diesen verantwortlich. Gleichzeitig trug er die Verantwortung für Wartung und Instandsetzung in allen Einrichtungen der Marine.
Das Naval Department Store, geführt durch den Director of Store, war für Beschaffung und Bevorratung von Material, das für den Bau, die Montage und Reparatur von Kriegsschiffen benötigt wurde, verantwortlich, ebenso für Beschaffung und Bevorratung von Munition.

### Vierter Seelord
Der Fourth Sea Lord and Chief of Naval Supplies war ein Admiral und für Verpflegung, Nachschub (einschließlich Transport) und medizinische Versorgung zuständig.

### Fünfter Seelord
Der Posten des Fifth Sea Lord and Chief of Naval Air Services wurde während des Ersten Weltkriegs eingeführt, aber nach Kriegsende wieder abgeschafft. 1938 wurde er wieder eingerichtet. Er war für fliegendes Material und Personal der Royal Navy (Royal Naval Air Service bzw. Fleet Air Arm) zuständig.

### Parliamentary Secretary
Der Parliamentary Secretary war ein parlamentarischer Staatssekretär, zuständig für Beschaffung und Vertragswesen.

### Permanent Secretary
Der Permanent Secretary war ein Beamter, der für Verwaltungsaufgaben und das Führen des Kriegstagebuches verantwortlich war. Berühmtester Inhaber dieses Amtes war im 17. Jahrhundert Samuel Pepys.

## Gebäude der Admiralität

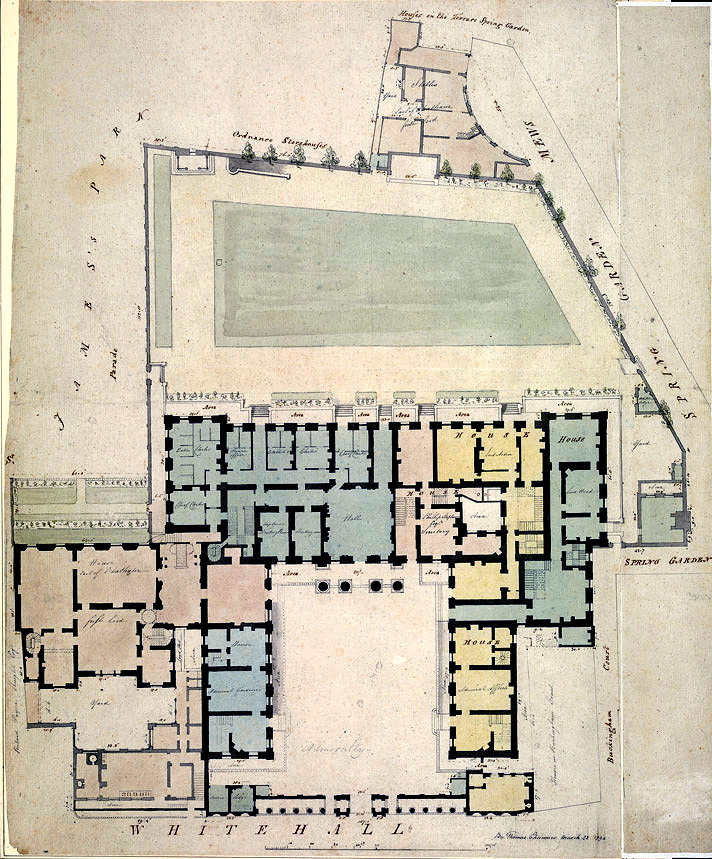
Admiralitätskomplex 1794. Die Farben zeigen Büro- und Wohnräume der verschiedenen Lords of the Admiralty. Die blass kolorierte Erweiterung hinter dem schmalen Hof links ist Admiralty House.

Die Admiralitätskomplex liegt zwischen Whitehall, Horse Guards Parade und The Mall und umfasst fünf Gebäude. Seit Auflösung der Admiralität als eigenständiger Behörde werden diese Gebäude als Büros für verschiedene Regierungsdienststellen genutzt.

### The Admiralty

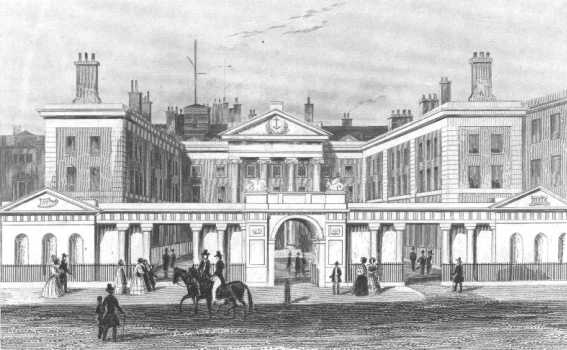
The Old Admiralty

Das älteste Gebäude war lange nur als The Admiralty bekannt, umgangssprachlich wird es inzwischen als Old Admiralty und offiziell als Ripley Building bezeichnet.
Es ist ein dreigeschossiger dreiflügeliger Ziegelbau, der im Jahre 1726 vollendet wurde. Das Bauwerk ist architektonisch zwischen Barock und Klassizismus angesiedelt und wurde von Alexander Pope als eher langweilig bezeichnet. Es ist das erste speziell als Bürogebäude errichtete Bauwerk in Großbritannien. Es enthielt einen Sitzungsraum, andere Tagungsräume und Büros sowie Wohnungen für die Lords der Admiralität. Robert Adam entwarf den straßenseitigen Vorbau, der im Jahr 1788 hinzugefügt wurde.

### Admiralty House
Admiralty House ist ein Herrenhaus im Süden des Ripley Building, erbaut im späten 18. Jahrhundert als Residenz des Ersten Lord der Admiralität. Es diente diesem Zweck bis 1964. Winston Churchill war einer der Bewohner. Es hat keinen eigenen Eingang von Whitehall und wird durch das Ripley Building betreten. Es ist ein dreigeschossiges Gebäude in gelbem Backstein mit neoklassizistischer Architektur und Innenräumen. Die hintere Fassade geht direkt auf Horse Guards Parade. Der Architekt war Samuel Pepys Cockerell (nicht zu verwechseln mit dem Marinestaatssekretär und Autor Samuel Pepys). Derzeit befinden sich drei Ministerwohnungen im Gebäude.

### Old Admiralty Building (Admiralty Extension)

The Admiralty Extension (manchmal ebenfalls als „Old Admiralty“ bezeichnet). Am linken Bildrand das inzwischen mit Efeu bewachsene Bunkergebäude „Zitadelle“, das im Zweiten Weltkrieg das Operational Intelligence Centre (OIC) beherbergte.

Dies ist das größte Gebäude der Admiralität. Es wurde im späten 19. Jahrhundert begonnen. Der Entwurf wurde während des Baus abgeändert, um den Bedarf an zusätzlichen Büros aufgrund des Rüstungswettlaufs mit dem Deutschen Reich zu befriedigen. Es ist ein im Queen Anne Style errichtetes rotes Backsteingebäude und zeigt französische Einflüsse. Es wird derzeit vom Foreign and Commonwealth Office genutzt.

### Admiralty Arch
Admiralty Arch ist mit dem Old Admiralty Building durch eine Brücke verbunden und ist Teil des zeremoniellen Wegs vom Trafalgar Square zum Buckingham Palace. Es wurde von Sir Aston Webb entworfen, von John Mowlem & Co erbaut und 1912 fertiggestellt. Admiralty Arch wird derzeit (Stand 2023) in ein Luxushotel umgebaut.